# Neuquenaphis essigi
Neuquenaphis essigi är en insektsart. Neuquenaphis essigi ingår i släktet Neuquenaphis och familjen långrörsbladlöss. Inga underarter finns listade i Catalogue of Life.